# Alfred Jacobi
Alfred Jacobi (Bremen, 29 juli 1884 - Celle, 6 mei 1972) was een Duitse officier en Generalleutnant tijdens de Tweede Wereldoorlog. 

## Leven
Op 29 juli 1884 werd Alfred Jacobi geboren in Bremen. 
Op 16 september 1903 trad hij in dienst van het Pruisische leger. Hij werd als Fahnenjunker geplaatst bij het Infanterie-Regiment Markgraf Carl (7. Brandenburgisches) Nr. 60. Op 15 januari 1904 werd Jacobi bevorderd tot Fahnenjunker-Unteroffizier. Hierna volgden nog meerdere bevorderingen, Fähnrich op  24 april 1904 en die van Leutnant op 27 januari 1905. Hij werd op 1 december 1912 overgeplaatst naar het I. Seebataillon in Kiel. Bij deze eenheid werd hij op 27 januari 1914 bevorderd tot Oberleutnant.

### Eerste Wereldoorlog
Tussen 1 oktober 1913 en 31 maart 1914 was hij inspectieofficier aan de ingenieurs- en dekofficierenschool in Kiel. Tijdens de uitbraak van de Eerste Wereldoorlog op 2 augustus 1914, werd Jacobi benoemd tot adjudant in het VIII. Seebataillon. Vanaf 4 januari 1915 diende hij als ordonnansofficier in de staf van de Marine-Infanterie-Brigade. Op 18 april 1915 werd Jacobi bevorderd tot Hauptmann. Vanaf 15 mei 1915 tot 8 augustus 1915 diende hij als compagnieofficier in het Marine-Infanterie-Regiment 1, waarna hij vanaf 8 augustus 1915 weer als plaatsvervangend adjudant diende in de Marine-Infanterie-Brigade. Hierop volgend werd Jacobi op 12 oktober 1915 benoemd tot adjudant in de Marine-Infanterie-Brigade. Op 29 mei 1917 werd hij als 1e adjudant overgeplaatst naar de 3. Marine-Division, waarna hij op 20 januari 1919 weer terugkeerde naar het I. Seebataillon. Vanaf 21 maart 1919 werd Jacobi weer teruggeplaatst naar het Infanterie-Regiment Markgraf Carl (7. Brandenburgisches) Nr. 60, waarna hij vanaf 30 april 1919 werd overgeplaatst naar het 5. Hannoversche Infanterie-Regiment Nr. 165. Op 31 december 1919 werd Jacobi aansluitend met het Charakter van een Charakter als Major uit de militaire dienst ontslagen.

### Interbellum
Na de Eerste Wereldoorlog werkte Jacobi als districtsadviseur. Op 17 mei 1921 trad hij als Polizei-Major in dienst van de Schutzpolizei. Tot 15 oktober 1935 werkte hij als Polizei-Oberst bij de Landespolizei. Op 15 oktober 1935 werd Jacobi als E-Offizier en Oberst overgenomen in de Wehrmacht, en tot commandant benoemd van het Wehrbezirkskommandos Stettin I (vrije vertaling: 1e militaire districtscommando Stettin). Hierna werd hij benoemd tot Feldkommandant 580 (FK 580). Jacobi vervulde deze functie tot 10 november 1939.

### Tweede Wereldoorlog
Op 10 november 1939 werd hij benoemd tot commandant van Bromberg, en op 20 augustus 1940 tot commandant van het Wehrbezirkskommandos Stettin I. Hij nam over op 25 november 1940 het commando over het Infanterie-Regiment 570  (570e Infanterieregiment). Met dit regiment werd hij in mei 1941 als bezettingsmacht naar Noord-Frankrijk gestuurd, en werd ingezet in het gebied rond Dieppe. Op 1 juni 1941 werd Jacobi in het actieve officierskorps opgenomen, en een maand later bevorderd tot Generalmajor. Hierna werd hij op 21 juli 1941 benoemd tot Feldkommandant 748, en vanaf 26 januari 1942 tot Stadtkommandant  (vrije vertaling: stadscommandant) van Gomel. Op 20 mei 1942 nam Jacobi het commando over de 201. Sicherungs-Brigade (201e Beveiligingsbrigade) over. Deze brigade werd op 1 juni 1942 omgevormd in de 201. Sicherungs-Division (201e Beveiligingsdivisie). Op 20 april 1943 werd hij bevorderd tot Generalleutnant, en werd daarna op 13 oktober 1944 weer geplaatst in het Führerreserve (OKH). Op 17 december 1943 werd Jacobi onderscheiden met het Duitse Kruis in goud. Voor een korte periode vanaf 24 april 1945 werd hij benoemd tot Festungskommandanten von Stettin  (vrije vertaling: vestingscommandant van Stettin), maar werd reeds 6 februari 1945 weer in het Führerreserve geplaatst. Op 28 februari 1945 werd Jacobi uit de actieve militaire dienst ontslagen.

## Na de oorlog
Over het verdere verloop van zijn leven is niets bekend. Op 6 mei 1972 overleed hij in Celle.

## Militaire carrière
- Generalleutnant: 20 april 1943[3][2]
- Generalmajor:[2] 1 juli 1941[3]
- Oberst: 1 juni 1941[3]
- Oberst (E-Offizier): 15 oktober 1935[3][2]
- Polizei-Oberst:[3][2]
- Polizei-Oberstleutnant:[3]
- Polizei-Major: 17 mei 1921[3][2]
- Charakter als Major: 31 december 1919[3][2]
- Hauptmann: 18 april 1915[3][2]
- Oberleutnant: 27 januari 1914[3][2]
- Leutnant: 27 januari 1905[3][2]
- Fähnrich: 24 april 1904[3][2]
- Fahnenjunker-Unteroffizier: 15 januari 1904[3][2]
- Fahnenjunker: 16 september 1903[3][2]

- Gepensioneerde voormalige officieren waren vaak tewerkgesteld als burgerpersoneel van de Schwarze Reichswehr in "Landesschutzangelegenheiten" (L-werknemers). Vanaf 1 oktober 1933 dienden ze als zogenaamde L-officieren (L = Landsschutz; niet Landwehr) in commandoposten van de Reichswehr, zij droegen burgerkleding, en hadden "a.D." (B.d.) achter hun naam en rang. Het was alsof ze een aparte carrière hadden, met een eigen salaris naast het actieve officierenkorps. Op 5 maart 1935 werd de naam veranderd in E-Offiziere Ergänzungsoffizierskorps. Hier kwamen de rangen dan als optelling in (E). Deze officieren werden alleen in bepaalde gebieden ingezet, meestal binnen de dienst, en stelden actieve officieren beschikbaar voor andere doeleinden tijdens de herbewapening.

## Onderscheidingen
- Duitse Kruis in goud op 17 december 1943 als Generalleutnant en Commandant van de 201e Beveiligingsdivisie[6][3][2][7]
- IJzeren Kruis 1914, 1e Klasse[3] (6 januari 1916[7]) en 2e Klasse[3] (12 oktober 1914[7])
- Herhalingsgesp bij IJzeren Kruis 1939, 1e Klasse[3] (13 maart 1943[7]) en 2e Klasse[3] (5 juli 1942[7])
- Friedrich August-Kruis, 1e Klasse (27 februari 1917[7]) en 2e Klasse (27 februari 1917[7])
- Gewondeninsigne 1918 in zwart[3] op 28 september 1918[7]
- Erekruis voor Frontstrijders in de Wereldoorlog[3] op 10 januari 1935
- Dienstonderscheiding van Leger en Marine, 1e Klasse (25 dienstjaren)[3] op 2 oktober 1936[7]
- Medaille Winterschlacht im Osten 1941/42[3] op 31 augustus 1942[7]
- Hanseatenkruis Bremen op 29 december 1915[7]
- Kruis voor Oorlogsverdienste, 2e Klasse met Zwaarden op 24 december 1940[7]